# Corentin Martins
Corentin Martins da Silva  (Brest, 11 juli 1969) is een Frans voormalig voetballer die als aanvallende middenvelder speelde gedurende zijn carrière.

## Clubcarrière
Martins, wiens ouders afkomstig waren uit Portugal, begon zijn loopbaan in 1988 bij Brest Armorique. Van december 1991 tot 1996 speelde hij voor AJ Auxerre waarmee hij in 1996 de Ligue 1 won en tweemaal de Coupe de France. Hierna speelde hij tot januari 1998 voor Deportivo La Coruña en daarna tot 1999 voor RC Strasbourg. In het seizoen 1999/2000 speelde hij voor Girondins de Bordeaux om daarna tot 2004 wederom voor Strasbourg uit te komen waarmee hij ook in 2001 de Coupe de France won. Martins besloot zijn loopbaan in 2005 bij Clermont Foot.

## Interlandcarrière
Met het Frans voetbalelftal, waarvoor hij veertien wedstrijden speelde, won Martins in 1994 de Kirin Cup. Hij maakte ook deel uit van de selectie voor Euro 1996, maar kwam niet in actie op het eindtoernooi in Engeland. Hij maakte zijn debuut voor Les Bleus op zaterdag 27 maart 1993 in de WK-kwalificatiewedstrijd in en tegen Oostenrijk (0-1). Martins trad in dat duel na 88 minuten aan als vervanger van Franck Sauzée. Zijn eerste en enige interlandtreffer maakte hij op 22 maart 1994 in het oefenduel tegen Chili, dat door Frankrijk met 3-1 werd gewonnen. Jean-Pierre Papin en Youri Djorkaeff namen de andere Franse treffers voor hun rekening.
| Interlands van Corentin Martins voor Frankrijk | Interlands van Corentin Martins voor Frankrijk | Interlands van Corentin Martins voor Frankrijk | Interlands van Corentin Martins voor Frankrijk | Interlands van Corentin Martins voor Frankrijk | Interlands van Corentin Martins voor Frankrijk |
| №                                              | Datum                                          | Wedstrijd                                      | Uitslag                                        | Competitie                                     | Goals                                          |
| Als speler van AJ Auxerre                      | Als speler van AJ Auxerre                      | Als speler van AJ Auxerre                      | Als speler van AJ Auxerre                      | Als speler van AJ Auxerre                      | Als speler van AJ Auxerre                      |
| ---------------------------------------------- | ---------------------------------------------- | ---------------------------------------------- | ---------------------------------------------- | ---------------------------------------------- | ---------------------------------------------- |
| 1                                              | 27.03.1993                                     | Oostenrijk – Frankrijk                         | 0 – 1                                          | WK-kwalificatie                                | 0                                              |
| 2                                              | 28.04.1993                                     | Frankrijk – Zweden                             | 2 – 1                                          | WK-kwalificatie                                | 0                                              |
| 3                                              | 28.07.1993                                     | Frankrijk – Rusland                            | 3 – 1                                          | Oefeninterland                                 | 0                                              |
| 4                                              | 08.09.1993                                     | Finland – Frankrijk                            | 0 – 2                                          | WK-kwalificatie                                | 0                                              |
| 5                                              | 16.02.1994                                     | Italië – Frankrijk                             | 0 – 1                                          | Oefeninterland                                 | 0                                              |
| 6                                              | 22.03.1994                                     | Frankrijk – Chili                              | 3 – 1                                          | Oefeninterland                                 | Goal                                           |
| 7                                              | 26.05.1994                                     | Australië – Frankrijk                          | 0 – 1                                          | Kirin Cup                                      | 0                                              |
| 8                                              | 17.08.1994                                     | Frankrijk – Tsjechië                           | 2 – 2                                          | Oefeninterland                                 | 0                                              |
| 9                                              | 13.12.1994                                     | Azerbeidzjan – Frankrijk                       | 0 – 2                                          | EK-kwalificatie                                | 0                                              |
| 10                                             | 29.03.1995                                     | Israël – Frankrijk                             | 0 – 0                                          | EK-kwalificatie                                | 0                                              |
| 11                                             | 22.07.1995                                     | Noorwegen – Frankrijk                          | 0 – 0                                          | Oefeninterland                                 | 0                                              |
| 12                                             | 27.03.1996                                     | België – Frankrijk                             | 0 – 2                                          | Oefeninterland                                 | 0                                              |
| 13                                             | 29.05.1996                                     | Frankrijk – Finland                            | 2 – 0                                          | Oefeninterland                                 | 0                                              |
| Als speler van Deportivo La Coruña             |                                                |                                                |                                                |                                                |                                                |
| 14                                             | 09.11.1996                                     | Denemarken – Frankrijk                         | 1 – 0                                          | Oefeninterland                                 | 0                                              |

## Erelijst
AJ Auxerre
- Landskampioen Frankrijk

1996
- Franse beker

1994, 1996
 RS Strasbourg
- Coupe de France

2001